# Silver Meteor

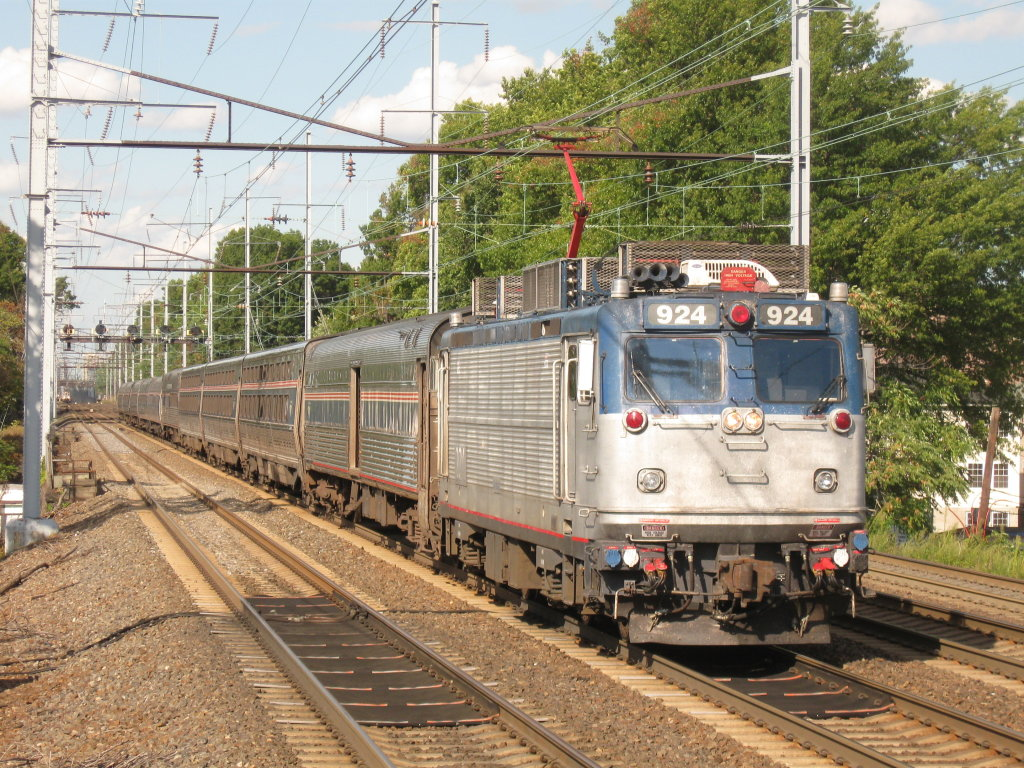
A Silver Meteor Elizabeth (New Jersey) közelében, az EMD AEM-7 sorozat 924-es 924-es villamosmozdonyával 2008-ban

A Silver Meteor vasúti járatot az Amerikai Egyesült Államokban az Amtrak üzemelteti 1971 május 1. óta. A legutolsó pénzügyi évben összesen 353 466 (2019) utas utazott a járaton, naponta átlagosan 968 (2019) utasa volt. New York és Miami (Florida) között közlekedik, a 2235 kilométert 32 megállással teszi meg. A két város között napi egy pár járat közlekedik.

## Állomások
| Állam | Város            | Állomás                    | Átszállási lehetőségek |
| ----- | ---------------- | -------------------------- | --- |
| NY    | New York         | Penn Station               | Amtrak (long-distance): Cardinal, Crescent, Lake Shore Limited, Palmetto, Silver Star Amtrak (intercity): Acela, Adirondack, Berkshire Flyer, Carolinian, Empire Service, Ethan Allen Express, Keystone Service, Maple Leaf, Northeast Regional, Pennsylvanian, Vermonter LIRR: ■ Main Line, ■ Port Washington Branch NJ Transit: ■ North Jersey Coast Line, ■ Northeast Corridor Line, ■ Gladstone Branch, ■ Montclair-Boonton Line, ■ Morristown Line New York-i metró: PATH: HOB-33 JSQ-33 JSQ-33 (via HOB) NYC Transit Bus |
| NJ    | Newark           | Newark Penn Station        | Amtrak: Acela, Cardinal, Carolinian, Crescent, Keystone Service, Northeast Regional, Palmetto, Pennsylvanian, Silver Star, Vermonter NJ Transit: ■ North Jersey Coast Line, ■ Northeast Corridor Line, ■ Raritan Valley Line PATH: NWK-WTC Newark Light Rail NJ Transit Bus |
| NJ    | Trenton          | Trenton                    | Amtrak: Cardinal, Carolinian, Crescent, Keystone Service, Northeast Regional, Palmetto, Pennsylvanian, Silver Star, Vermonter NJ Transit: ■ Northeast Corridor Line, ■ River Line SEPTA Regional Rail: ■ Trenton Line NJ Transit Bus, SEPTA Suburban Bus |
| PA    | Philadelphia     | 30th Street Station        | Amtrak: Acela, Cardinal, Carolinian, Crescent, Keystone Service, Northeast Regional, Palmetto, Pennsylvanian, Silver Star, Vermonter SEPTA Regional Rail: all routes NJ Transit: ■ Atlantic City Line SEPTA City Transit: Market-Frankford Subway-Surface SEPTA City Bus, SEPTA Suburban Bus |
| DE    | Wilmington       | Wilmington                 | Amtrak: Acela, Cardinal, Carolinian, Crescent, Northeast Regional, Palmetto, Silver Star, Vermonter SEPTA Regional Rail: ■ Wilmington/Newark Line DART First State: 2, 5, 6, 10, 11, 13, 14, 18, 20, 28, 31, 33, 35, 37, 40, 47, 52, 301, 305 Greyhound Lines |
| MD    | Baltimore        | Penn Station               | Amtrak: Acela, Cardinal, Carolinian, Crescent, Northeast Regional, Palmetto, Silver Star, Vermonter MARC: ■ Penn Line Light RailLink MTA Maryland, Charm City Circulator |
| DC    | Washington       | Washington Union Station   | Amtrak: Acela, Capitol Limited, Cardinal, Carolinian, Crescent, Northeast Regional, Palmetto, Silver Star, Vermonter, Amtrak Thruway to Charlottesville, Virginia MARC: ■ Brunswick Line, ■ Camden Line, ■ Penn Line VRE: ■ Manassas Line, ■ Fredericksburg Line Metro: Red Line DC Streetcar: H Street/Benning Road Line Metrobus, DC Circulator, MTA Maryland, Loudoun County Transit, OmniRide Intercity bus: Greyhound, Megabus, BoltBus, BestBus, Peter Pan, OurBus                                                       |
| VA    | Alexandria       | Alexandria                 | Amtrak: Cardinal, Carolinian, Crescent, Northeast Regional, Palmetto, Silver Star VRE: ■ Fredericksburg Line, ■ Manassas Line Metro: Blue Line, Yellow Line Metrobus, DASH |
| VA    | Fredericksburg   | Fredericksburg             | Amtrak: Carolinian, Northeast Regional VRE: ■ Fredericksburg Line Fredericksburg Regional Transit |
| VA    | Richmond         | Richmond Staples Mill Road | Amtrak: Carolinian, Northeast Regional, Palmetto, Silver Star, Amtrak Thruway to Charlottesville, Virginia Greater Richmond Transit Company |
| VA    | Ettrick          | Petersburg                 | Amtrak: Carolinian, Northeast Regional, Palmetto, Silver Star |
| NC    | Rocky Mount      | Rocky Mount                | Amtrak: Carolinian, Palmetto, Silver Star Tar River Transit Greyhound Lines |
| NC    | Fayetteville     | Fayetteville               | Amtrak: Palmetto |
| SC    | Florence         | Florence                   | Amtrak: Palmetto |
| SC    | Kingstree        | Kingstree                  | Amtrak: Palmetto |
| SC    | North Charleston | North Charleston           | Amtrak: Palmetto Charleston Area Regional Transportation Authority, Southeastern Stages |
| SC    | Yemassee         | Yemassee                   | Amtrak: Palmetto |
| GA    | Savannah         | Savannah                   | Amtrak: Palmetto, Silver Star |
| GA    | Jesup            | Jesup                      | |
| FL    | Jacksonville     | Jacksonville               | Amtrak: Silver Star, Amtrak Thruway to Waldo, Ocala, Gainesville, The Villages, Wildwood, Dade City, Lakeland JTA Bus |
| FL    | Palatka          | Palatka                    | Amtrak: Silver Star The Ride Solution |
| FL    | DeLand           | DeLand                     | Amtrak: Silver Star, Amtrak Thruway to Daytona Beach |
| FL    | Winter Park      | Winter Park                | Amtrak: Silver Star SunRail LYNX Bus |
| FL    | Orlando          | Orlando                    | Amtrak: Silver Star, Amtrak Thruway to Lakeland, Tampa, St. Petersburg, Bradenton, Sarasota, Port Charlotte, Fort Myers SunRail LYNX Bus |
| FL    | Kissimmee        | Kissimmee                  | Amtrak: Silver Star SunRail LYNX Bus Greyhound Lines |
| FL    | Winter Haven     | Winter Haven               | Amtrak: Silver Star |
| FL    | Sebring          | Sebring                    | Amtrak: Silver Star |
| FL    | West Palm Beach  | West Palm Beach            | Amtrak: Silver Star Tri-Rail Brightline (at West Palm Beach) Palm Tran, Tri-Rail Commuter Connector, West Palm Beach Downtown Trolley Greyhound Lines |
| FL    | Delray Beach     | Delray Beach               | Amtrak: Silver Star Tri-Rail Palm Tran, Downtown Connector |
| FL    | Deerfield Beach  | Deerfield Beach            | Amtrak: Silver Star Tri-Rail Broward County Transit, Tri-Rail Commuter Connector |
| FL    | Fort Lauderdale  | Fort Lauderdale            | Amtrak: Silver Star Tri-Rail Broward County Transit, Metrobus, Sun Trolley, Tri-Rail Commuter Connector |
| FL    | Hollywood        | Hollywood                  | Amtrak: Silver Star Tri-Rail Broward County Transit, Hallandale Beach Community Bus |
| FL    | Miami            | Miami                      | Amtrak: Silver Star Metrobus |